# Torpedowce typu Tb I
Torpedowce typu Tb I – austro-węgierskie torpedowce z początku XX wieku. W latach 1909–1910 w krajowej stoczni STT w Trieście zbudowano sześć okrętów tego typu. Jednostki weszły w skład Kaiserliche und Königliche Kriegsmarine w latach 1909–1910. W 1910 roku oznaczenia numeryczne jednostek zmieniono z cyfr rzymskich na arabskie. Okręty wzięły czynny udział w I wojnie światowej, a w wyniku podziału floty po upadku Austro-Węgier pięć torpedowców przyznano Włochom, a jeden Wielkiej Brytanii. Większość została złomowana, jedynie były Tb 3 pływał we włoskiej służbie celnej do 1925 roku.

## Projekt i budowa
Prace nad projektem nowoczesnych przybrzeżnych torpedowców rozpoczęły się w Austro-Węgrzech w 1905 roku. Komitet Techniczny Kaiserliche und Königliche Kriegsmarine przedstawił trzy różne projekty jednostek o wyporności 110 ton, różniące się głównie układem napędowym (maszyny parowe lub turbiny) . Nie mając wystarczających doświadczeń z eksploatacją napędu turbinowego, w 1907 roku Komitet Techniczny zaprezentował ostateczny projekt napędzany maszynami parowymi z kotłami opalanymi ropą naftową . W celach porównawczych wysłano zapytania ofertowe do zagranicznych stoczni Germania, Schichau i Yarrow, ale po analizie najlepszy okazał się projekt rodzimy . Początkowo złożono zamówienie na osiem okrętów tego typu, ale liczbę tę zmniejszono wkrótce do sześciu, gdyż zdecydowano się wybudować w stoczni Danubius we Fiume kolejnych sześć jednostek lekko zmodyfikowanego typu Tb VII . Torpedowce charakteryzowały się dwukominową sylwetką z wypukłym pokładem dziobowym („skorupa żółwia”), niewielką nadbudówką i pojedynczym masztem ustawionym w części rufowej. Mimo niewielkiej wyporności okręty typu Tb I mogły operować przy stanie morza 5–6 . Jednostki te były pierwszymi okrętami we flocie austro-węgierskiej wyposażonymi w kotły opalane wyłącznie paliwem płynnym, przez co nazywane były „okrętami naftowymi”.
Wszystkie okręty typu Tb I zbudowane zostały w krajowej stoczni STT w Trieście (pod numerami stoczniowymi 393–398) . Stępki torpedowców położono w kwietniu i maju 1909 roku, a zwodowane zostały w latach 1909–1910 .
| Okręt            | Stocznia | Położenie stępki | Wodowanie        | Wejście do służby | Los                                                        |
| ---------------- | -------- | ---------------- | ---------------- | ----------------- | ---------------------------------------------------------- |
| SM Tb I (Tb 1)   | STT      | 9 kwietnia 1909  | 12 sierpnia 1909 | 31 grudnia 1909   | przekazane Włochom w 1920, złomowane                       |
| SM Tb II (Tb 2)  | STT      | 20 kwietnia 1909 | 27 września 1909 | 31 grudnia 1909   | przekazane Włochom w 1920, złomowane                       |
| SM Tb III (Tb 3) | STT      | 5 maja 1909      | 8 listopada 1909 | 31 grudnia 1909   | przekazany Włochom w 1920, pływał w służbie celnej do 1925 |
| SM Tb IV (Tb 4)  | STT      | 7 maja 1909      | 2 grudnia 1909   | 31 grudnia 1909   | przekazane Włochom w 1920, złomowane                       |
| SM Tb V (Tb 5)   | STT      | 20 maja 1909     | 30 grudnia 1909  | 24 lutego 1910    | przekazane Włochom w 1920, złomowane                       |
| SM Tb VI (Tb 6)  | STT      | 22 maja 1909     | styczeń 1910     | 30 listopada 1910 | przekazany Wielkiej Brytanii w 1920, złomowany             |

## Dane taktyczno-techniczne
Jednostki typu Tb I były przybrzeżnymi torpedowcami o długości na wodnicy 44,2 metra (43,3 metra między pionami), szerokości 4,4 metra i zanurzeniu 1,45 metra . Wyporność normalna wynosiła 116 ton . Okręty napędzane były przez trzycylindrową pionową maszynę parową potrójnego rozprężania o mocy 2500 KM, do której parę dostarczały dwa opalane paliwem płynnym kotły wodnorurkowe typu Yarrow . Jednośrubowy układ napędowy pozwalał osiągnąć maksymalną prędkość 28 węzłów .
Okręty wyposażone były w dwie pojedyncze wyrzutnie torped kalibru 450 mm, po jednej w części dziobowej i rufowej. Uzbrojenie artyleryjskie stanowiły dwa pojedyncze działa kalibru 47 mm SFK L/44 . Jednostki wyposażone były w reflektor, umieszczony na platformie przed pierwszym kominem.
Załoga pojedynczego okrętu składała się z 20 oficerów i marynarzy.

## Służba
Cztery pierwsze torpedowce typu Tb I zostały wcielone do służby w Kaiserliche und Königliche Kriegsmarine w końcu grudnia 1909 roku (SM Tb I, SM Tb II, SM Tb III i SM Tb IV), SM Tb V w lutym 1910 roku, a SM Tb VI w końcu listopada tego roku. W 1910 roku oznaczenia torpedowców zmieniono z cyfr rzymskich na arabskie (Tb 1 – Tb 6) . Przed wybuchem I wojny światowej torpedowce brały udział w manewrach i ćwiczeniach floty austro-węgierskiej. W momencie wybuchu działań wojennych SM Tb 1 i SM Tb 2 wchodziły w skład 11. Grupy Torpedowców Sił Obrony Lokalnej w Poli, a SM Tb 3, SM Tb 4, SM Tb 5 i SM Tb 6 przyporządkowane były 17. i 18. Grupie Torpedowców Sił Obrony Lokalnej, stacjonując w Lussin. Jednostki pełniły służbę patrolową wokół baz, eskortowały zespoły okrętów i używane były do trałowania. W nocy z 23 na 24 maja 1915 roku SM Tb 1, SM Tb 2 i SM Tb 4 wzięły udział w bombardowaniu prowincji Ankona. 31 lipca 1916 roku SM Tb 4 i SM Tb 6 uczestniczyły w akcji zdobycia włoskiego okrętu podwodnego „Giacinto Pullino”, który utknął na mieliźnie pomiędzy wyspami Unie a Galiola.
Z powodu rozpadu monarchii habsburskiej 1 listopada 1918 roku na jednostkach opuszczono po raz ostatni banderę KuKK. W wyniku przeprowadzonego w styczniu 1920 roku podziału floty austro-węgierskiej pięć okrętów typu Tb I zostało przyznanych Włochom (Tb 1, Tb 2, Tb 3, Tb 4 i Tb 5), zaś Tb 6 Wielkiej Brytanii. Pięć okrętów zostało złomowanych, a były SM Tb 3 używany był we włoskiej służbie celnej do 1925 roku .